# Schäken Aimanow

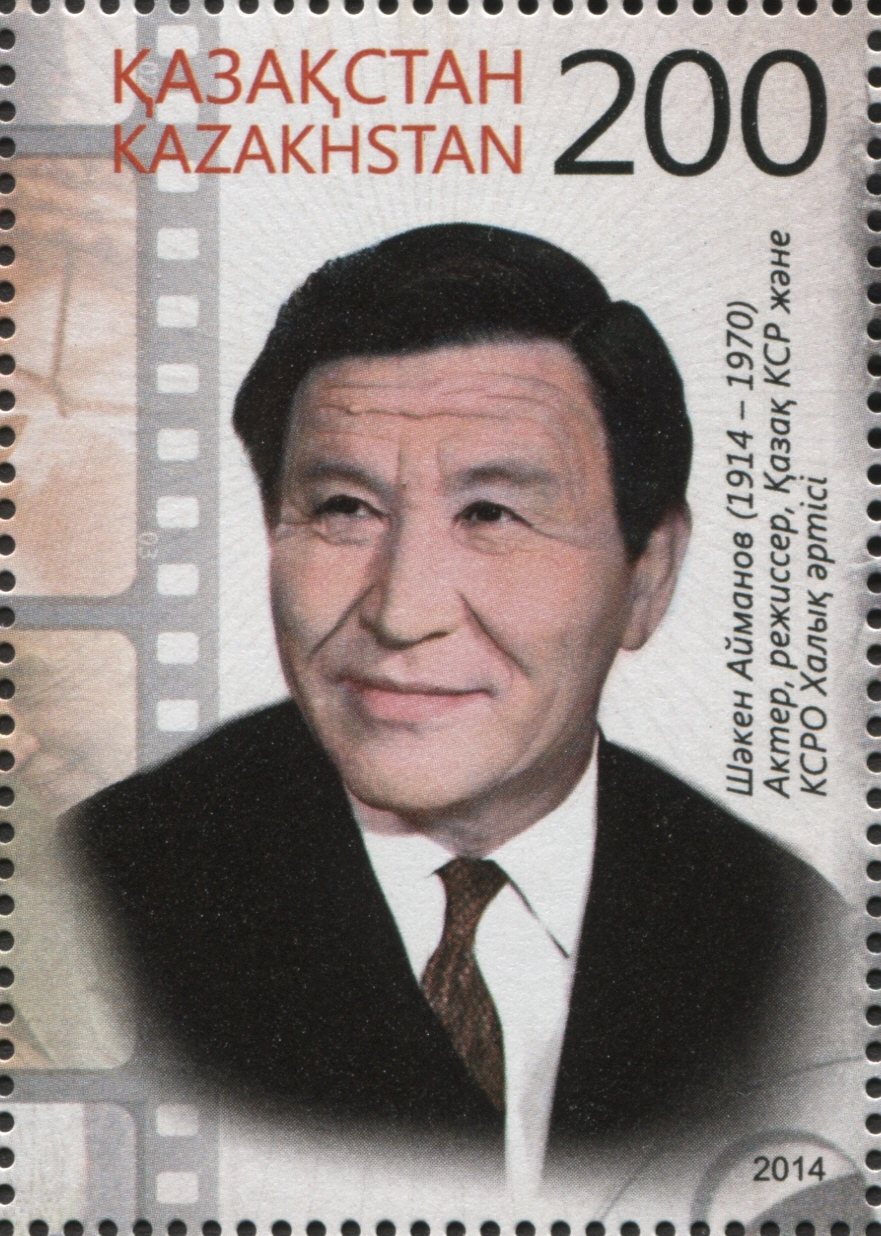
Briefmarke Kasachstans anlässlich des 100. Geburtstages von Aimanow, 2014

Schäken Kenschetajuly Aimanow (kasachisch Шәкен Кенжетайұлы Айманов, russisch Шакен Кенжетаевич Айманов, Schaken Kenschetajewitsch Aimanow; * 15. Oktober 1914 in Bajanauyl; † 23. Dezember 1970 in Moskau) war ein kasachisch-sowjetischer Schauspieler und Regisseur. Er war eine der wichtigsten Personen für das Entstehen der kasachischen Filmtradition.

## Leben
Aimanow wurde in einem Dorf im Gebiet Pawlodar im Osten Kasachstans geboren. Er studierte von 1931 bis 1933 am Kasachischen Institut für Erziehung in Semipalatinsk. Während seines Studiums war er in einer Theatergruppe der Universität aktiv. Im Anschluss an sein Studium erhielt er eine Anstellung als Schauspieler und Regisseur am Kasachischen Drama-Theater, dessen künstlerischer Leiter er von 1947 bis 1951 auch war. 1940 trat er der Kommunistischen Partei bei.
Im Film trat er erstmals 1942 in Ezim Arons Belaia roza auf. Bekannt wurde er durch seine Rollen in den Filmen Abais Lieder (1945), in dem er einen betrügerischen Schüler des Dichters Abai Qunanbajuly verkörperte, und Djambul (1952), in dem er die Hauptrolle des gleichnamigen kasachischen Nationaldichters übernahm.
1953 gab er das Theater auf und konzentrierte sich fortan auf Filmregie. Er drehte für die staatliche Filmgesellschaft Kasachfilm zahlreiche Filme zu kasachischen Themen, oft Komödien oder Propagandafilme zu historischen Themen. Die Encyclopaedia of Contemporary Russian gibt an, das kasachische Nationalkino habe seinen Anfang mit Aimanows Regiedebüt Poema o lubvi (1954) genommen. Sein größter Erfolg war der Thriller Das Ende des Atamans (1970) über den antibolschewikischen Leutnant Alexander Dutow, der von kasachischen Mitgliedern der Tscheka ermordet wurde.
Kurz nach Drehende von Das Ende des Atamans starb Aimanow bei einem Autounfall.

## Würdigungen
Aimanow erhielt mehrere Preise, darunter 1952 den Stalinpreis für seine Arbeit am Theater. 1959 wurde er als Volkskünstler der UdSSR geehrt. 1984 wurde das staatliche Filmstudio von Kasachfilm in Alma-Ata nach ihm benannt.
- 1946 Orden des Roten Banners der Arbeit[4]
- 1967 Leninorden[4]
- zweimal Ehrenzeichen der Sowjetunion[4]
- 1958 Allunionsfilmfestival Dritter Preis für Film „Wir wohnen hier“ (Мы здесь живем)[5]
- 1958 Filmfestival Asiens und Afrikas Länder in Taschkent – Denkwürdiges Diplom für Film „Unser lieber Arzt“ (Наш милый доктор)[5]
- 1959 Allunionsfilmfestival Förderdiplom für Film „Unser lieber Arzt“ (Наш милый доктор)[5]

## Filmografie (Auswahl)

### Schauspiel
- 1942: Belaja rosa
- 1945: Abais Lieder (Pesni abaja)
- 1948: Das goldene Horn (Solotoi rog)
- 1952: Dschambul

### Regie
- 1954: Poema o ljubwi (deutsch: Eine Sage über die Liebe)
- 1957: Nasch mily doktor
- 1963: Straßenkreuzung (Perekrestok)
- 1965: Besborody obmanschtschik
- 1966: Semlja otzow
- 1970: Das Ende des Atamans (Konez Atamana)